# Люттелгест
Люттелгест (нід. Luttelgeest) — село в Нідерландах, у муніципалітеті Нордостполдер, провінція Флеволанд. Станом на 2017 рік у селі мешкало 2 260 осіб у 635 домогосподарствах.

## Розташування
Люттелгест розташований у північно-східній частині польдеру, на північ від села Маркнессе і за 7,5 км на північний схід від адміністративного центра муніципалітету — міста Еммелорд. По території, підпорядкованій селу, проходить місцевий автошлях N715 — східна кільцева дорога Нордостполдера, а також регіональний автошлях N351, що сполучає муніципалітет Нордостполдер із провінцією Фрисландія (у північно-східному напрямку) і муніципалітетом Урк (у південно-західному напрямку).
Навколо Люттелгеста лежать землі, зайняті сільськогосподарськими угіддями, переважно, це плантації квітів і оранжереї.
На північний захід від села, біля кордону з провінцією Оверейсел, розташований ліс Кейндербос (Kuinderbos).
Площа території, приписаної до Люттелгеста, становить 38,42 км², з яких 37,98 км² займає суходол, 0,44 км² — водна поверхня.

## Походження назви
Село Люттелгест отримало свою назву на честь однойменного поселення, яке у давнину розташовувалося біля села Кейнре в провінції Оверейсел, колишнього порту на березі Зейдерзе. Вперше топонім Luttelgeest згадується у 1379 році, коли Дірк ван Світен, володар Урка і Еммелорда, дав володарю Кейнре право на будівництво біля Кейнре укріплень, для захисту від фризьких піратів. Походження топоніма досить очевидне: Luttel- означає «маленький, невеликий», а -geest — форму ландшафта, розповсюджену на узбережжі Північного моря, від Нідерландів до Данії: узвишшя-дюни з піску та гравію, малопридатні для сільського господарства. Часточка -geest досить поширена у топонімах Нідерландів: Угстгест, Ейтгест тощо. Назва села Лютьєгаст у провінції Гронінген має аналогічне походження.

## Історія
У 1940-х роках, після осушення затоки Зейдерзе, почалося заселення новоствореного польдеру Нордостполдер і проектування майбутніх сел. На відміну від сусідніх населених пунктів, щодо проекту Люттелгеста довгий час точилися дискусії, зокрема, чи буде село розташовуватися вздовж автошляху, чи на перетині кількох шляхів. Було розроблено багато варіантів проекту забудови, і лише у 1948 році обрали та затвердили остаточний варіант. Село Люттелгест планувалося як поселення сільськогосподарських робітників і квітникарів, з мінімальною інфраструктурою (школи, гімнастичний зал, спортмайданчик і кладовище), запланована кількість мешканців — 1 000 осіб. У плані село було трикутної форми, розміщене вздовж кільцевого шляху.
Люттелгест — один з найменших за площею населених пунктів Нордостполдера. Втім, із збільшенням кількості населення потроху почалося будівництво нового житлового району на півдні села.

## Транспорт
Як і в інших населених пунктах муніципалітету Нордостполдер, у Люттелгесті відсутнє залізничне сполучення. Найближчі залізничні станції розташовані в сусідніх містах Кампен і Стенвейк.
Громадський транспорт представлений єдиним автобусним маршрутом № 76, який сполучає Люттелгест із Стенвейком, Маркнессе, Еммелордом та низкою інших населених пунктів Оверейсела і Флеволанда.

## Інфраструктура
У селі діють дві школи.

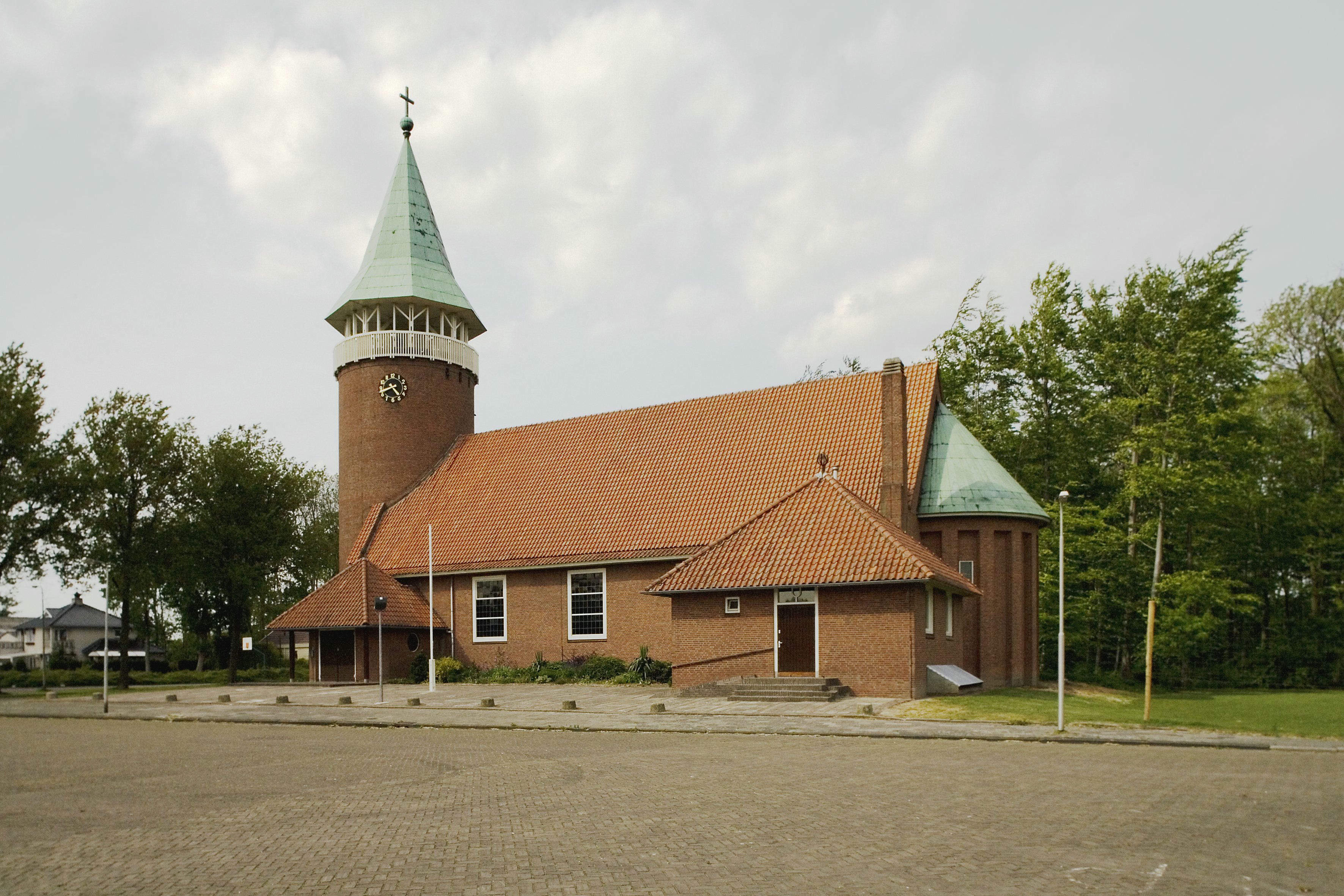
Колишня римо-католицька церква святого Йозефа

На північний захід віл села розташована оранжерея тропічних рослин De Orchideeën Hoeve, найпопулярніша туристична атракція Нордостполдера, яка щороку приймає близько 225 000 відвідувачів. Через велику кількість зелені та відкритий характер село має гасло «зелене село з простором».

## Пам'ятки
На території Люттелгеста, у лісі Кейндербос, розташовані залишки замку Кейндербурхт XIII—XV століття, які мають статус національної пам'ятки. Пам'ятками місцевого значення є будівля колишньої римо-католицької церкви святого Йозефа, зведена у 1955—1956 роках і закрита у 2004 році, та ферма, зведена у 1951—1952 роках.